# Portal da Gafaria
El Portal da Gafaria, también llamado portal da Gafaria da Horta do Rio, situado en la Av. Manuel Maria Portela n.º 19, en Setúbal, es un portal que se cree que perteneció a una leprosería del siglo XIV. Data posiblemente del siglo XV, correspondiente a su estilo gótico tardío.
La leprosería, como era habitual, estaba situada en las afueras, extramuros, en una zona de huertas. La institución fue posiblemente financiada por la familia noble que esculpió su escudo en el dintel, actualmente ilegible. La construcción corresponde a una época, entre 1479 y 1480, en la que se construyeron muchos otros edificios similares en Portugal, para luchar contra un desastroso brote de peste.
Se mantiene el dintel de la puerta (vestigio raro) con la siguiente inscripción en latín: «Vanitas, vanitatum et omnia vanitas». Se trata de una cita del Antiguo Testamento, libro del Eclesiastes 1, 1 y 2, que reflexiona sobre la transitoriedad de la vida humana:

1 Verba Ecclesiastes filii David regis Ierusalem.
2 Vanitas vanitatum, dixit Ecclesiastes, vanitas vanitatum et omnia vanitas.
1 Palabras del sacerdote, hijo de David, rey en Jerusalén.
2 Vanidad de vanidades, dice el sacerdote; vanidad de vanidades, todo es vanidad.